# Cleón I
Cleón I (Trántor, 11.988 EG - ibídem, 12.038 EG), es un personaje ficticio creado por Isaac Asimov, quien es emperador del Imperio Galáctico y último miembro de la dinastía Entun. Aparece en los libros Preludio a la Fundación y en Hacia la Fundación. Fue el último Emperador de un Imperio Galáctico cohesionado, ya que después de él, el Imperio inició su decadencia final en todos los aspectos (económicos, sociales, culturales, científicos), siendo su reinado un apogeo tardío. 
Su gobierno estuvo caracterizado por un Imperio que, sin bien no fue uno de los mejores, tuvo una fuerte cohesión y dominio sobre toda la Galaxia. A pesar de parecer un emperador autoritario como su padre, Cleón I estuvo completamente bajo las órdenes de sus primeros ministros (Eto Demerzel y Hari Seldon).
Fue asesinado por su Mandell Gruber, recientemente promovido a jardinero jefe, durante la selección de los nuevos jardineros. Gruber, quien no quería ser nombrado tal, aprovechó la confusión generada por el intento de asesinato de Hari Seldon para matar al emperador, pero no fue capaz de escapar tal como pensaba hacer en un comienzo. Tras su muerte, el hijo de Cleón I se negó a asumir el trono y se instauró una junta militar que gobernó el Imperio durante los siguientes diez años hasta que Agis XIV, primo lejano de Cleón, asumió el trono. El fin de su reinado marcó el inició de la decadencia definitiva del Imperio Galáctico. 
- Datos: Q1084312